# Krupnja
Krupnja (vitryska: Крупня) är ett vattendrag i Belarus.   Det ligger i voblasten Mahiljoŭs voblast, i den östra delen av landet, 300 km öster om huvudstaden Minsk.
I omgivningarna runt Krupnja växer i huvudsak blandskog. Runt Krupnja är det ganska glesbefolkat, med 21 invånare per kvadratkilometer.